# Troïlus et Criseyde

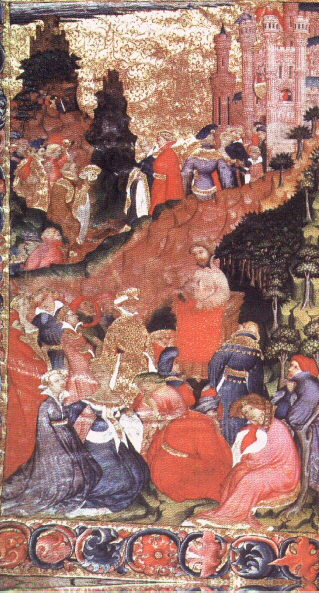
Frontispice d'un manuscrit de Troilus and Criseyde (Corpus Christi College Cambridge MS 61) représentant Chaucer en train de déclamer le poème.

Troïlus et Criseyde (Troilus and Criseyde) est un poème narratif en moyen anglais de Geoffrey Chaucer, rédigé vers le début des années 1380. Il se déroule pendant la guerre de Troie et raconte l'histoire d'amour tragique entre le prince Troïlus, fils de Priam, et Criseyde, la fille du devin Calchas.
Cette histoire, apparue à la fin du XIIe siècle dans le Roman de Troie de Benoît de Sainte-Maure, est reprise par Boccace dans les années 1330 dans son Il Filostrato. C'est sur ce dernier que s'appuie principalement Chaucer.

## Résumé

### Livre I
Dans Troie assiégée, le devin Calchas a vu dans l'avenir la défaite prochaine des siens et s'est enfui auprès des Achéens, abandonnant sa fille, la belle Criseyde. Inquiète, elle se rend auprès d'Hector, qui lui jure qu'elle n'aura pas à subir les conséquences de la défection de son père et qu'elle pourra continuer à vivre paisiblement en ville.
Lors des célébrations du Palladium, au mois d'avril, le fier et noble prince Troïlus, fils de Priam, tourne en dérision l'amour. Ce n'est pas du goût du dieu de l'Amour, qui lui décoche une de ses flèches. Troïlus aperçoit alors Criseyde dans la foule et tombe aussitôt fou amoureux d'elle. Il tente de l'impressionner par de hauts faits d'armes, mais elle ne semble pas le remarquer, ce qui le plonge dans un profond désespoir. Il finit par se confier à son ami Pandarus, oncle de Criseyde, qui accepte de l'aider à conquérir le cœur de la jeune fille.

### Livre II
Pandarus se rend auprès de Criseyde et lui explique la peine de Troïlus. Il lui conseille de lui rendre son amour, sans quoi il pourrait bien mourir de chagrin. Criseyde est bouleversée et étudie avec soin la question. Elle se soumet finalement à ses sentiments, après avoir vu l'héroïque Troïlus de retour du combat, puis entendu une chanson sur l'amour.
Troïlus et Criseyde commencent à échanger des lettres par l'entremise de Pandarus. Ce dernier s'arrange pour que Criseyde soit invitée à dîner par Déiphobe, le frère de Troïlus. Celui-ci feint d'être malade pour ne pas y assister, et à table, tous chantent ses louanges. À la fin du repas, Pandarus emmène Criseyde voir Troïlus.

### Livre III
Troïlus exprime tout son amour à Criseyde, qui accepte de le lui rendre. Ils passent de brefs moments ensemble dans les jours qui suivent, et Pandarus s'arrange pour qu'ils passent une première nuit dans le même lit, et d'autres par la suite. Leur idylle ne semble pas pouvoir connaître de fin.

### Livre IV
Cependant, la guerre de Troie se poursuit, et les Achéens capturent plusieurs soldats troyens, dont Anténor. Lorsqu'il apprend qu'un échange de prisonniers est prévu, Calchas supplie les chefs achéens de lui permettre de récupérer sa fille, et ils acceptent de lui laisser Anténor. Malgré l'opposition d'Hector, le roi Priam et son conseil décident d'échanger Criseyde contre Anténor. Pandarus tente en vain de convaincre Troïlus qu'il finira par l'oublier, puis il lui suggère de s'enfuir avec elle. Bien qu'elle soit tout aussi bouleversée que son bien-aimé, Criseyde refuse ce plan, qu'elle juge impossible. Elle lui promet qu'elle trouvera un moyen de fuir le camp grec et de rentrer à Troie.

### Livre V
Criseyde est conduite chez les Achéens par Diomède, qui est séduit par sa beauté. Tandis que Troïlus se lamente, elle se résout peu à peu à sa captivité. Dix jours après son arrivée, elle accepte de recevoir Diomède, qui lui fait la cour tant et si bien qu'elle finit par l'aimer. Pendant ce temps, Troïlus et Pandarus attendent son retour, en vain. Troïlus lui écrit des lettres qui ne reçoivent que des réponses évasives, et les deux Troyens finissent par comprendre ce qui s'est passé.
Dans son épilogue, le narrateur relate brièvement la mort au combat de Troïlus et dédie son poème à John Gower et Ralph Strode (en).

## Postérité
Durant la seconde moitié du XVe siècle, le poète écossais Robert Henryson imagine une suite à l'histoire de Criseyde dans The Testament of Cresseid.